# Dia Internacional per al Record del Comerç d'Esclaus i de la seva Abolició
El Dia Internacional per al Record del Comerç d'Esclaus i de la seva Abolició, segons la UNESCO, és el dia 23 d'agost. El 1994, la UNESCO proclamà la diada a la Conferència general de l'Organització proclamà a través de d'una resolució. El que es busca a través d'aquesta celebració és la reconstitució d'una veritat històrica, l'impuls vers la solidaritat internacional, la promoció de la tolerància social i dels drets humans, a través d'una mobilització i implicació dels Estats membres, les organitzacions internacionals i intergovernamentals, la societat civil i del sector públic.
Aquesta data simbolitza als esclaus com a actors principals de la seva lluita i alliberació, ja que a la nit del 22 al 23 d'agost de 1791 protagonitzaren la insurrecció a l'Illa de l'Hispaniola.
La finalitat que persegueix el Dia Internacional per al Record del Comerç d'Esclaus i la seva Abolició és inscriure la tragèdia del comerç d'esclaus a la memòria de tots els pobles. D'acord amb els objectius del projecte intercultural "La Ruta de l'Esclau", ha de representar l'ocasió per a efectuar un examen col·lectiu de les causes històriques, els mètodes i les conseqüències d'aquesta tragèdia i per a analitzar les interaccions a que va donar lloc entre Àfrica, Europa, Amèrica i el Carib.
El Dia Internacional per al Record del Comerç d'Esclaus i de la seva Abolició (23 d'agost) és una manifestació commemorativa instituïda per l'Organització de les Nacions Unides a través de la UNESCO per a cridar anualment l'atenció de la comunitat internacional sobre les qüestions del comerç d'esclaus i l'esclavitud, així com per a servir de record de les víctimes i a aquells que s'oposaren i aconseguiren reconèixer aquest fet com un crim contra la humanitat.
Aquest Dia internacional forma part del projecte de La Ruta de l'Esclau de la UNESCO, engegat el 1994 i que culminà amb la Conferències general de l'Organització que proclamà el 23 d'agost, a través de la seva Resolució 29/C40 com Dia Internacional per al Record del Comerç d'Esclaus i de la seva Abolició.
Aquesta data fou triada per a correspondre simbòlicament amb l'inici de la insurrecció de la població esclavitzada que va convulsionar l'illa de la Hispaniola durant la nit del 22 al 23 d'agost de 1791 i que portà a la declaració d'independència d'Haití el 1804.
La UNESCO invita els Ministres de Cultura de tots els Estats membres de les Nacions Unides a organitzar tots els anys en aquesta data actes en els quals participi tota la població del país, i sobretot, els joves, educadors, artistes i intel·lectuals.